# هیلشت
هیلشت (به آلمانی: Hilst) یک شهر در آلمان است که در زودوستپفالتس واقع شده‌است. هیلشت ۳۶۱ نفر جمعیت دارد.